# Поляков, Василий Георгиевич
Василий Георгиевич Поляков (1924—1944) — советский военнослужащий. Участник Великой Отечественной войны. Герой Советского Союза (1945, посмертно). Гвардии сержант.

## Биография
Василий Георгиевич Поляков родился в 1924 году в деревне Борисово Ефремовского (или Богородицкого) уезда Тульской губернии в крестьянской семье. Русский. Образование неполное среднее. До начала Великой Отечественной войны жил и работал в Туле. В первые месяцы войны вернулся в родную деревню.
В ряды Рабоче-крестьянской Красной Армии В. Г. Поляков был призван Куркинским районным военкоматом Тульской области 5 мая 1942 года. Окончил полковую школу младших командиров. Освоил воинскую специальность командира артиллерийского орудия. В боях с немецко-фашистскими войсками младший сержант В. Г. Поляков с декабря 1942 года. Воевал на Донском фронте. Участвовал в Сталинградской битве (операция «Кольцо»). В феврале 1943 года после ликвидации окружённой в Сталинграде немецкой группировки Василий Георгиевич был направлен в 58-ю гвардейскую стрелковую дивизию, находившуюся в резерве Юго-Западного фронта, где его назначили на должность командира 45-миллиметрового орудия в 175-й гвардейский стрелковый полк. В том же месяце дивизия была передана 6-й армии Юго-Западного фронта и участвовала в операции «Скачок», в ходе которой она попала в окружение в районе Лозовой. После прорыва из котла дивизия в марте 1943 года вошла в состав 3-й танковой армии, которая в апреле 1943 года была переформирована в 57-ю общевойсковую армию. Весной 1943 года дивизия занимала оборону по левому берегу Северского Донца на участке Волчанск — Чугуев. Летом 1943 года гвардии младший сержант В. Г. Поляков на Степном фронте принимал участие в операции «Румянцев» — составной части Курской битвы.
После завершения Белгородско-Харьковской операции войска Степного фронта практически без паузы включились в битву за Днепр. Освободив в ходе Полтавско-Кременчугской операции ряд районов Левобережной Украины, подразделения 57-й армии вышли к Днепру в районе устья реки Орель. 26 сентября 1943 года при форсировании реки стрелковые подразделения 175-го гвардейского полка попали под сильный ружейно-пулемётный и артиллерийский огонь, который немцы вели с острова на середине реки. Выкатив своё орудие к самой кромке воды гвардии младший сержант Поляков точным огнём уничтожил 3 станковых пулемёта с расчётами и до взвода вражеской пехоты, обеспечив форсирование реки подразделениями полка. За отличие при форсировании Днепра Василий Георгиевич получил свою первую боевую награду — медаль «За отвагу» и был произведён в сержанты с назначением на должность командира отделения батареи 45-миллиметровых пушек 178-го стрелкового полка 58-й гвардейской стрелковой дивизии. В ходе битвы за Днепр гвардии сержант В. Г. Поляков отличился в боях за расширение плацдарма в период с 9 по 21 октября 1943 года у села Пушкарёвка. Замаскировав своё орудие в 200—300 метрах от позиций противника, сержант Поляков уничтожил двух немецких снайперов, 3 станковых пулемёта и склад с боеприпасами. При освобождении села в момент контратаки противника огнём пушки Поляков уничтожил до 35 солдат и офицеров вермахта. Освободив 22 октября 1943 года город Верхнеднепровск, подразделения 57-й армии включились в Пятихатскую операцию, пройдя с боями около 100 километров. 20 ноября 1943 года у села Луганка Кировоградской области при отражении контратаки противника расчёт гвардии сержанта В. Г. Полякова уничтожил до 20 вражеских солдат. Компанию 1943 года Василий Георгиевич завершил участием в Знаменской операции.
Зимой 1944 года 58-я гвардейская стрелковая дивизия была передана 37-й армии 3-го Украинского фронта. В её составе гвардии сержант В. Г. Поляков продолжил освобождать Правобережную Украину, участвуя в Никопольско-Криворожской, Березнеговато-Снигирёвской и Одесской операциях. 14 апреля 1944 года передовые части 175-го стрелкового полка форсировали реку Днестр в районе населённого пункта Варница. До 31 мая 1944 года В. Г. Поляков участвовал в боях за удержание и расширение плацдарма. Затем 58-я гвардейская стрелковая дивизия была передана в состав 5-й гвардейской армии 1-го Украинского фронта и участвовала в Львовско-Сандомирской операции, в ходе которой гвардии сержант В. Г. Поляков особо отличился в боях на Сандомирском плацдарме.
В конце июля 1944 года передовые части 1-го Украинского фронта форсировали Вислу и захватили несколько небольших плацдармов, которые в первых числах августа удалось объединить и расширить до 30 км по фронту и 20 км в глубину. 2 августа 1944 года немецкое командование попыталось ликвидировать плацдарм силами 4-й танковой и 17-й армий. Для отражения немецкого удара 5 августа 1944 года на плацдарм была введена 58-я гвардейская стрелковая дивизия. В кровопролитных боях немецкие войска были отброшены на исходные позиции. К 10 августа 1944 года 178-й стрелковый полк, командиром расчёта батареи 45-миллиметровых пушек в котором служил гвардии сержант В. Г. Поляков, занял оборону у железнодорожной станции Ратае южнее населённого пункта Жабец. 10 августа в зоне обороны полка противник нанёс удар силами до 800 человек пехоты при поддержке 10 танков и 5 самоходных установок «Фердинанд». Гвардии сержант В. Г. Поляков выдвинул орудие в боевые порядки пехоты, и умело руководя действиями своего расчёта, отразил 4 атаки противника, уничтожив огнём с прямой наводки 3 немецких танка. 11 августа 1944 года немцы предприняли новую атаку, пустив вперёд «Фердинанды», которым 45-миллиметровые пушки не причиняли вреда. Смяв одно орудие батареи, 3 самоходки двинулись на позиции расчёта Полякова. Ценой своей жизни Василий Георгиевич остановил их продвижение, бросившись с противотанковой гранатой под гусеницы одной из вражеских машин.
Указом Президиума Верховного Совета СССР от 21 февраля 1945 года гвардии сержанту Полякову Василию Георгиевичу было присвоено звание Героя Советского Союза посмертно. Похоронен В. Г. Поляков в посёлке Жабец Буского повята Свентокшиского воеводства Польской Республики.

## Награды
- Медаль «Золотая Звезда» (21.02.1945, посмертно);
- орден Ленина (21.02.1945, посмертно);
- орден Красной Звезды (06.11.1943);
- две медали «За отвагу» (02.10.1943; 06.12.1943).

## Память
Имя Героя Советского Союза В. Г. Полякова увековечено на стеле «Тулякам — Героям Советского Союза» в городе Туле.

## Документы
- Общедоступный электронный банк документов «Подвиг Народа в Великой Отечественной войне 1941—1945 гг.» Дата обращения: 6 августа 2012. Архивировано из оригинала 13 марта 2012 года.

Представление к званию Героя Советского Союза. Дата обращения: 6 августа 2012. Архивировано 1 октября 2012 года.
Указ Президиума Верховного Совета СССР о присвоении звания Героя Советского Союза. Дата обращения: 6 августа 2012. Архивировано 1 октября 2012 года.
Орден Красной Звезды (наградной лист и приказ о награждении. Дата обращения: 6 августа 2012. Архивировано 1 октября 2012 года.
Медаль «За отвагу» (наградной лист и приказ о награждении от 02.10.1943). Дата обращения: 25 ноября 2015. Архивировано 1 октября 2012 года.
Медаль «За отвагу» (приказ о награждении от 06.12.1943). Дата обращения: 6 августа 2012. Архивировано 1 октября 2012 года.
- Обобщенный банк данных «Мемориал». Дата обращения: 6 августа 2012. Архивировано из оригинала 10 мая 2012 года.

ЦАМО, ф. 58, оп. 18002, д. 807. Дата обращения: 6 августа 2012. Архивировано 1 октября 2012 года.
ЦАМО, ф. 58, оп. 977525, д. 275. Дата обращения: 6 августа 2012. Архивировано 1 октября 2012 года.